# Dianthus collinus
Dianthus collinus är en nejlikväxtart. Dianthus collinus ingår i släktet nejlikor, och familjen nejlikväxter.

## Underarter
Arten delas in i följande underarter:
- D. c. collinus
- D. c. glabriusculus

## Bildgalleri

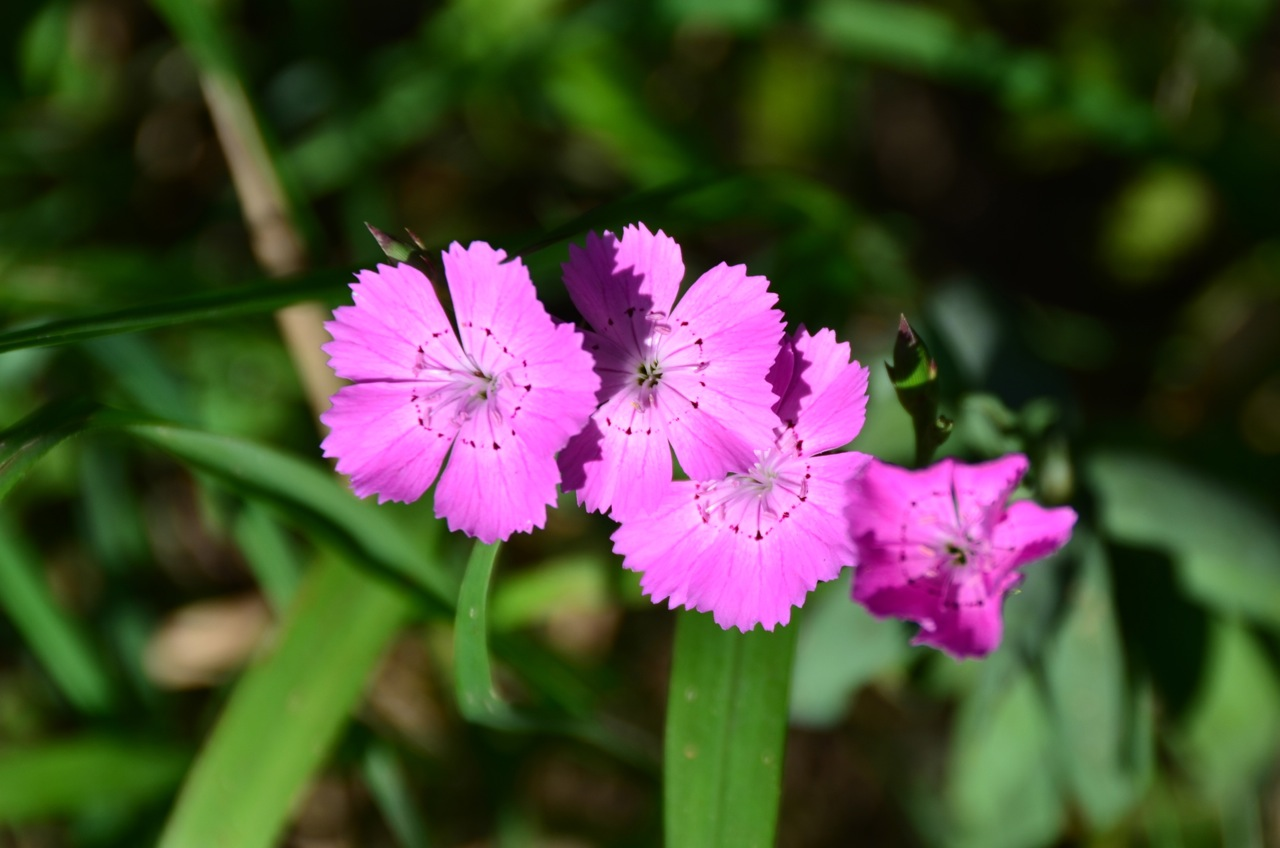
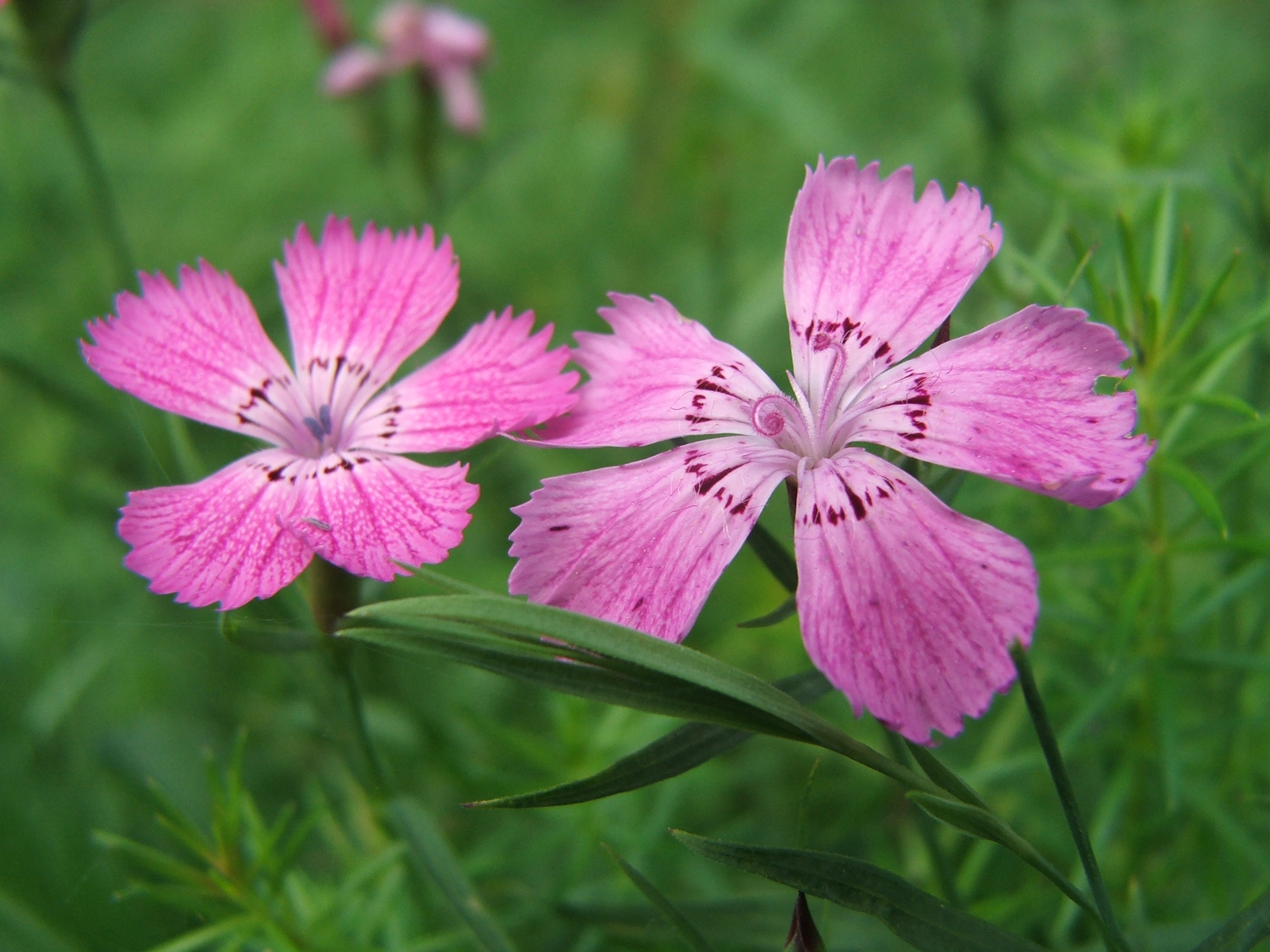
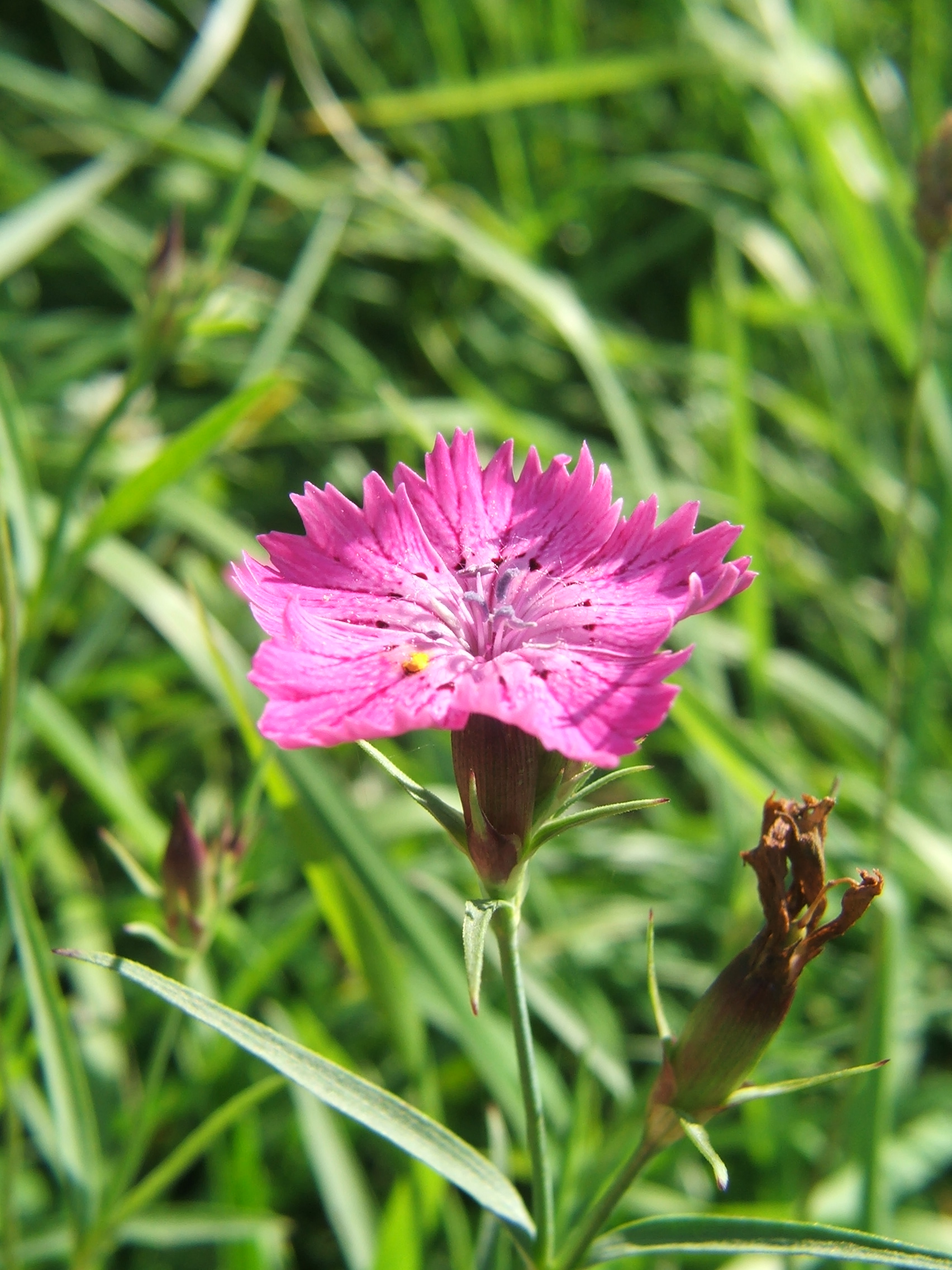
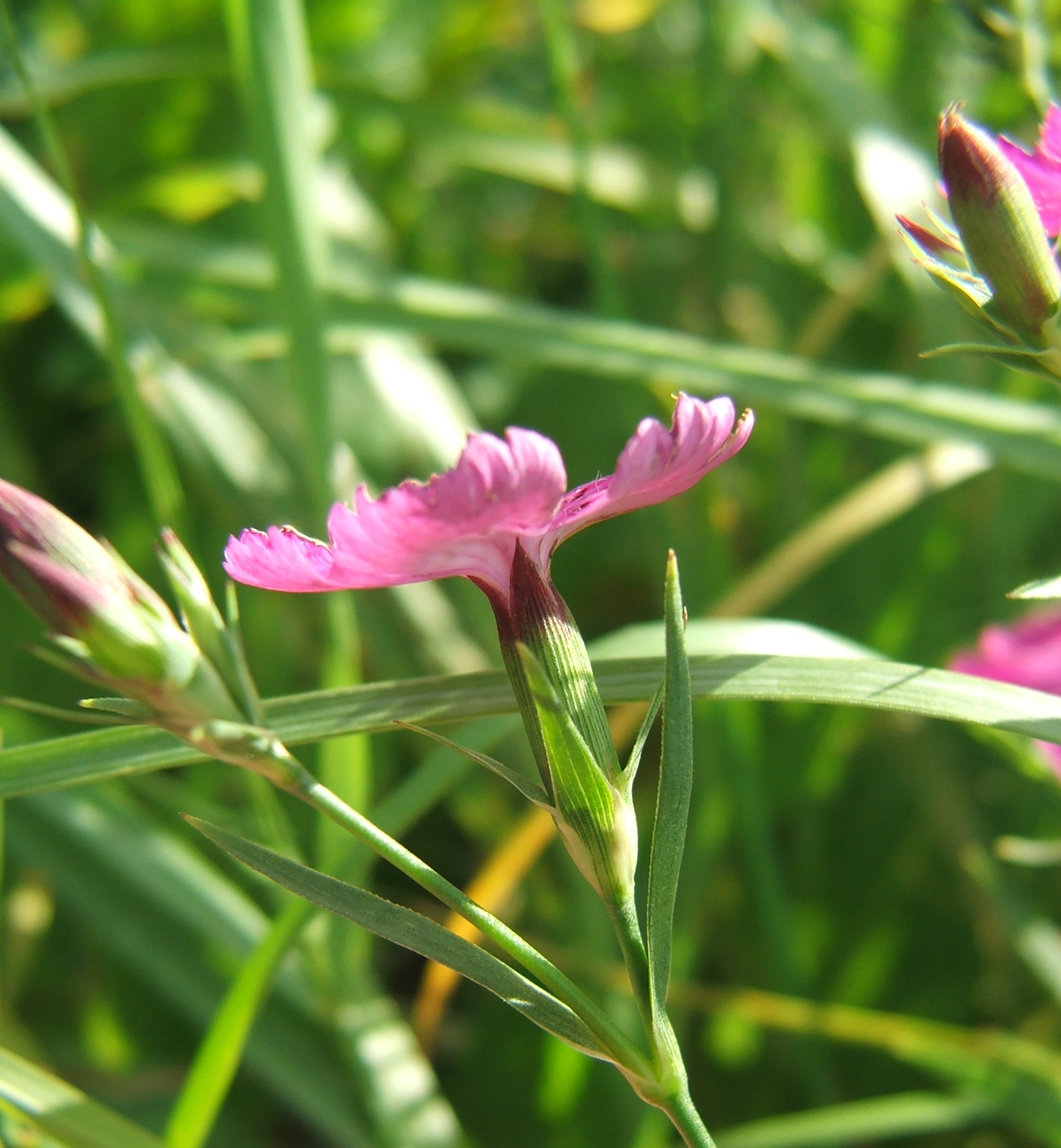